# 佩卡·图奥米斯托
佩卡·图奥米斯托（芬蘭語：Pekka Tuomisto，1960年12月29日—），芬兰男子冰球运动员。他曾代表芬兰参加1988年和1992年冬季奥林匹克运动会冰球比赛，其中1988年冬季奥运会获得一枚银牌。